# Erik Christian Clemmensen
Erik Christian Clemmensen (født 12. august 1876 i Odense, død 21. maj 1941 i Newark (New York), USA) var en dansk-amerikansk kemiker. Han er mest kendt for  den såkaldte Clemmensen-reduktion, som er en metode hvor en carbonylgruppe bliver omdannet til en methylengruppe.